# Vattenånga

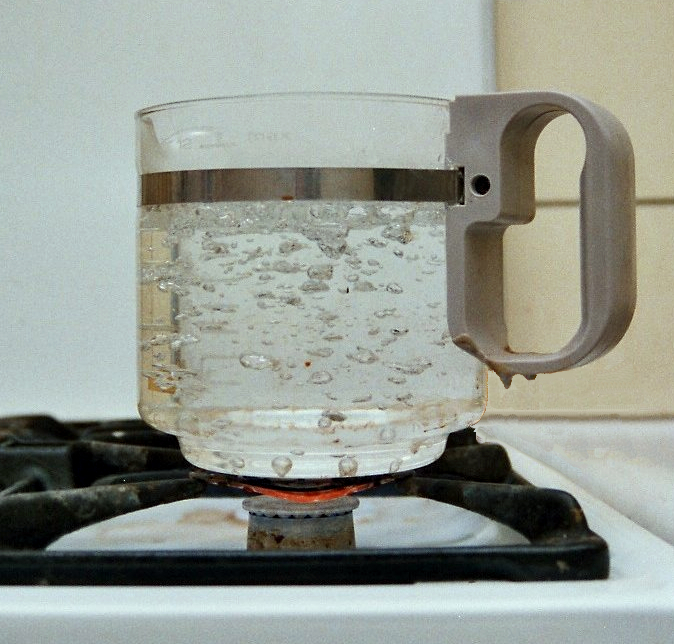
Vattenånga som bubblor i kokande vatten.

Vattenånga är vatten i gasform, alltså ett av vattens aggregationstillstånd. Vattenånga bildas antingen när flytande vatten avdunstar eller när fast is sublimerar. Vatten avdunstar lättare ju högre temperaturen är. Motsatt övergår vattenånga till vätska igen (kondenserar) lättare vid lägre temperatur. På jorden är vattenånga en av faserna i vattnets kretslopp i hydrosfären. Vattenånga är inte synligt för blotta ögat, men man kan se den indirekt, exempelvis som bubblorna i kokande vatten. "Synlig vattenånga" över kokande vatten är i själva verket inte ånga, utan kondenserade små vattendroppar i vätskefas (dimma) på samma sätt som molnen på himlen.

## Generella egenskaper
Den maximala mängden vattenånga luften kan innehålla vid en viss temperatur kallas mättnadsvärdet. Blir mängden vattenånga större än mättnadsvärdet övergår en stor del av vattenångan till vatten – kondenseras. Andelen vattenånga i luften kallas luftfuktighet, vilken man kan mäta med en hygrometer. Mätvärdena kan uttryckas som absolut eller relativ luftfuktighet.

### Avdunstning/sublimation

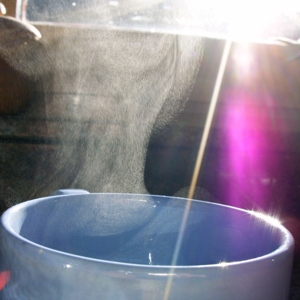
Vattenånga över en kopp varmt te kondenserar till små vattendroppar när den kyls ner

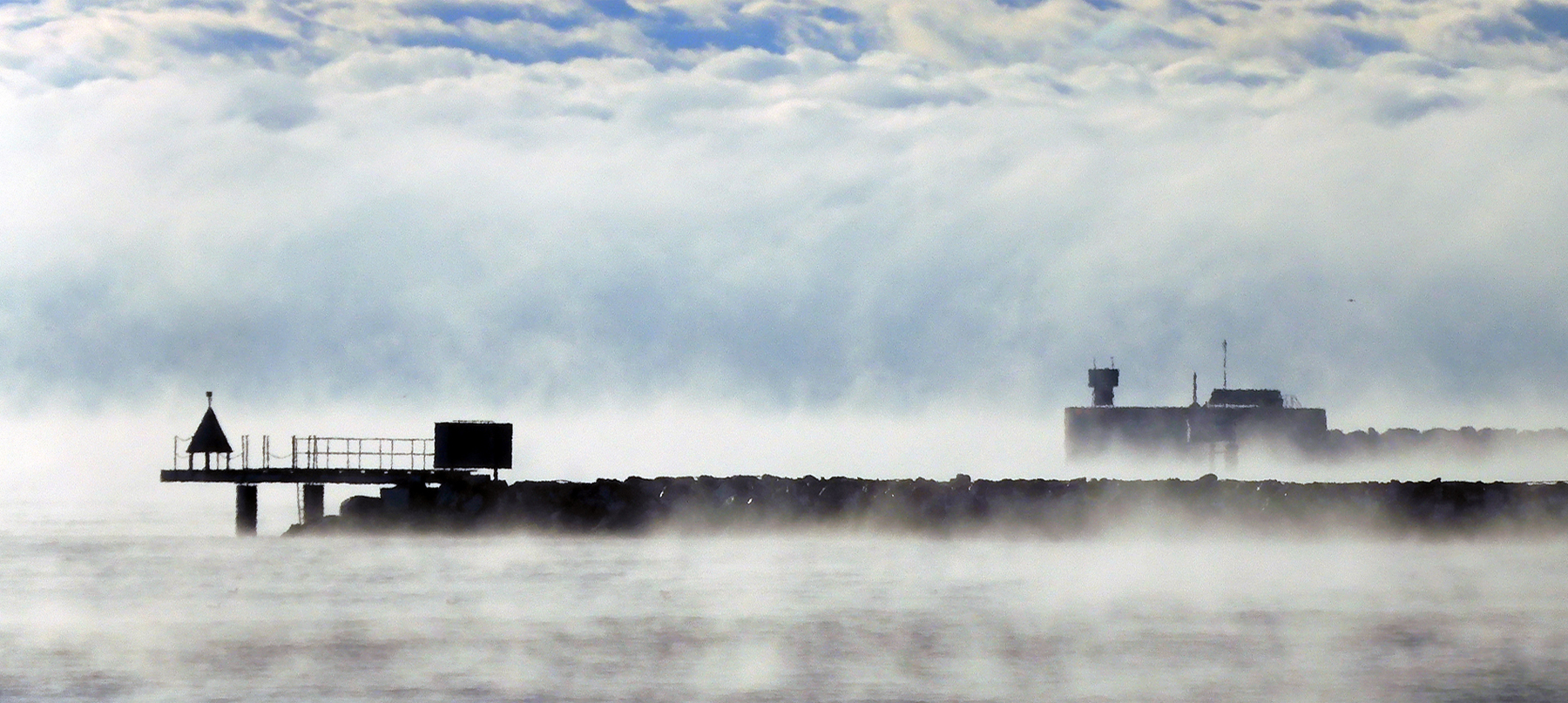
Vattenånga över inloppet till Ystads hamn.

När en vattenmolekyl lämnar en yta säger vi att den avdunstar. Varje vattenmolekyl som övergått till vattenånga tar med sig lite av sin energi i form av värme och bidrar därmed till en avkylning av ytan.
En annan form av förångning är sublimation, då is övergår direkt till ångform utan att först passera mellanfasen flytande vatten. Här gäller samma princip som vid förångning från flytande vatten. När isen håller högre temperatur än sin omgivning uppstår sublimation. Det är sublimation som gör att snö och is sakta kan försvinna även om temperaturen är för låg för att kunna smälta den.

### Kondensation
Vattenånga kondenserar på en yta om denna är kallare än vattenångan, eller om luften är övermättad på vattenånga. När vattenångan kondenserar på ytan sker en nettouppvärmning, då vattenmolekylen tillför värmeenergi. Därför kommer lufttemperaturen att sjunka en aning under kondensationsprocessen. I atmosfären bildar kondensation moln, dimma och leder till nederbörd, men vanligtvis bara om vattenångan har en liten kärna att kondensera på, en kondensationskärna. Daggpunkten är den temperatur, för ett visst tryck och en viss luftfuktighet, som luften måste sjunka till för att vattenångan ska kondenseras. Kondensation av vattenånga på en yta kommer alltså att uppstå om temperaturen på ytan är under eller lika stor som daggpunkttemperaturen i atmosfären. Deposition är emellertid en typ av kondensation då vattenånga övergår direkt till iskristaller utan att kondensera till vatten först. Rimfrost och snö är exempel på denna process.

## Vattenånga i atmosfären
Vattenånga är en mycket betydande beståndsdel av jordens atmosfär och den viktigaste växthusgasen. Cirka 1–4 procent av atmosfären består av vattenånga, men detta varierar stort. Det mesta av vattenångan, 99,99 %, återfinns i troposfären, där den bidrar till den största delen av jordens naturliga växthuseffekt som behåller jordens värme och dämpar solinstrålningen. Vattenångan i atmosfären och vädret är starkt beroende av - och påverkar - varandra. Dimma och moln bildas när vattenånga kondenserar kring en kondensationskärna, mikroskopiska partiklar i luften som vattenånga kan kondensera på. Utan kondensationskärnor krävs mycket lägre temperaturer innan kondensationsprocessen uppstår. Vid deposition eller kondensation bildas regndroppar eller snöflingor, och när dessa blir tillräckligt stora och tunga faller de till jordytan som nederbörd.
Den genomsnittliga tiden som vattenångan uppehåller sig i troposfären är cirka tio dagar. Den försvinner från atmosfären i form av nederbörd och återförs, dels i form av avdunstning från hav, sjöar och vattendrag, och dels från transpiration, guttation och interception från växter. Den totala mängden vatten från växter och biologiska/geologiska processer som frigörs och återgår till luften kallas evapotranspiration.

## Fysikaliska egenskaper
- Ångbildningsvärme: 2260 kJ/kg[2]
- Specifik värmekapacitet: 2,08 kJ/kgK